# Danny Thomson
Danny Thomson (Edinburgh, 24 februari 1991) is een Schots voetballer (middenvelder) zonder club. Voordien speelde hij voor de jeugd van Heart of Midlothian FC en werd hij uitgehuurd aan Clyde FC en Raith Rovers FC. Vanwege gebrek aan perspectief werd zijn contract bij Hearts verbroken op 29 januari 2013.
Thomson is de jongere broer van Jason Thomson die voor Raith Rovers uitkomt.